# Bilbova posljednja pjesma
Bilbova Posljednja Pjesma je pjesma J.R.R. Tolkiena. Tolkien ju je, kao dar, dao svome tajniku Joyu Hillu 1966. Nakon Tolkienove smrti 1973 Hill je pokazao pjesmu Donaldu Swannu, kojemu se toliko svidjela da ju je uglazbio i uvrstio u drugo izdanje "The Road Goes Ever On" 1978. Pjesmu je ilustrirala Pauline Baynes i objavila u obliku postera 1974. 1990. tekst je napokon izašao u obliku knjige koju je ponovno ilustrirala Baynes.
Pjesmu je otpjevao Bilbo Baggins u Sivoj Luci, netom prije nego što će zauvijek napustiti Međuzemlje. Kronološki, pjesma spada na sam kraj Povratka Kralja, zadnji nastavak Gospodara Prstenova, iako je napisana dugo nakon trilogije i nikada nije uvršena u nju.
Pjesma je uključena u BBC-jevu adaptaciju Gospodara Prstenova (1981.), koju je uglazbio Stephen Oliver. Prvu strofu otpjevao je John Le Mesurier kao Bilbo, druga je izostavljena, a treću je otpjevao dječak u sopranu.
U Povratku Kralja (2003.) Petera Jacksona, pjesma nije spominjana. Izdavatelj filma, New Line Cinema, nije imao dozvolu za korištenje pjesme zato što je odvojena od Gospodara Prstenova i Christopher Tolkien, sin autora i izdavatelj njegovih radova, odbio dati dozvolu te nije htio imati nikakve veze s filmovima. Uz odjavnu špicu pojavljuje se pjesma "Into The West" pjevačice Annie Lennox, sa sličnim emocionalnim značenjem. Uz to, skladatelj Howard Shore skladao je originalnu kompoziciju za zbor i orkestar i nazvao ju "Bilbova pjesma", a može se čuti na kraju odjavne špice Produžene DVD Fan verzije. 
Pjesma, koju je otpjevao i odsvirao skladatelj Donald Swann 1978, kasnije je objavljena na CD-u zajedno s ostalim pjesmama s "The Road Goes Ever On".
Pjesmu su otpjevali i The Hobbitons i objavili u sklopu svog albuma, J.R.R. Tolkien's Songs from Middle-Earth.